# 金原左門
金原 左門（きんばら さもん、1931年3月22日 - 2018年1月31日）は、日本の社会学者、中央大学名誉教授。日本近代政治史、文化史が専門。

## 経歴
1931年、静岡県浜松市で生まれた。東京教育大学文学部社会科学科で学び、1954年に卒業。同大学大学院に進学し、1960年に博士課程を単位取得退学。
1960年、東京教育大学附属高等学校教諭に就いた。1963年、中央大学法学部講師となり、後に助教授、1970年に教授昇格。2001年に中央大学を定年退職し、名誉教授となった。2018年に死去。

## 受賞・栄典
- 2012年秋：瑞宝中綬章を受章[2][3][4]。

## 著作
著書
- 『現代日本の政党』内田老鶴圃(老鶴圃新書) 1963年
- 『大正デモクラシーの社会的形成』青木書店(歴史学研究叢書) 1967年
- 『「日本近代化」論の歴史像 その批判的検討への視点』中央大学出版部 1968年
- 『大正期の政党と国民 原敬内閣下の政治過程』塙選書 1973年
- 『昭和への胎動』(昭和の歴史 1) 小学館 1983年
  - 小学館文庫 1988年
  - 小学館ライブラリー 1994年
- 『地域をなぜ問いつづけるか：近代日本再構成の試み』中央大学出版部 1987年
- 『福沢諭吉と福住正兄 世界と地域の視座』吉川弘文館（歴史文化ライブラリー）1997年
- 『小田原の文化をよみなおす』夢工房 1998年
- 『「近代化」論の転回と歴史叙述 政治変動下のひとつの史学史』中央大学出版部 2000年
- 『坂口安吾と三好達治 小田原時代』夢工房(小田原ライブラリー) 2001年
- 『日本近代のサブ・リーダー 歴史をつくる闘い』日本経済評論社 2005年
- 『相模の美酒と福澤諭吉 「近代化」のビジョンを求めて』日本経済評論社 2010年
- 『遠野のいまと昔　もうひとつの『遠野物語』を歩いて』有志舎 2015年

共編著
- 『近代化と人間の諸問題』堀江信男共編 中央大学出版部（UL双書）1974年
- 『茨城の近代史』塙作楽[5]共編著 東風出版 1974年
- 『自由と反動の潮流』(日本民衆の歴史 7) 三省堂 1975年
- 『昭和史 国民のなかの波瀾と激動の半世紀』竹前栄治共編、有斐閣選書 1982
  - 増補版 1989年
- 『戦後史の焦点 昭和現代のドラマの舞台裏』有斐閣選書 1985年
- 『農民運動史』(歴史科学大系 24) 校倉書房 1991年
- 『大正デモクラシー』(近代日本の軌跡 4) 吉川弘文館 1994年
- 『日本議会史録』(全6巻) 内田健三・古屋哲夫共編 第一法規 1991年